# Ringwall Weißler Höhe
Der Ringwall Weißler Höhe ist eine abgegangene Wallanlage, gelegen im rheinland-pfälzischen Teil des Taunus auf der Weißler Höhe, etwa 3,5 Kilometer südwestlich von Katzenelnbogen und 1,5 Kilometer westlich von Oberfischbach. Die Überreste sind im Gelände nur noch schwach sichtbar und zeichnen sich als steinige Erdstufe von maximal 1,0 Meter Höhe ab. Es ist anzunehmen, dass die Wallanlagen als Steinbruch verwendet wurden und so unter anderem durch den Wegebau zerstört wurden. 
Die Wallanlage selbst befand sich hier auf der zu allen Seiten hin sanft abfallenden Bergspitze. Sie wies ein doppeltes, ovales Wallsystem auf. Der innere Wall wies bei etwa 50 Meter Länge eine Breite von bis zu 17 Meter auf, der äußere 100 Meter bei bis zu 83 Meter Breite. Die Vielzahl an Mauerwerksresten deutet ein Trockenmauerwerk an. Über die Funktion der Anlage oder auch deren Datierung können keine Aussagen getroffen werden, da hier keine tiefergehenden Forschungen stattgefunden haben. 
Der Ringwall Ringmauer liegt sehr nah, lediglich etwa 1,0 Kilometer südwestlich.

## Denkmalschutz
Der Burgstall der Wallanlage ist ein Bodendenkmal nach dem rheinland-pfälzischen Denkmalschutzgesetz. Nachforschungen und gezieltes Sammeln von Funden sind genehmigungspflichtig, Zufallsfunde an die Denkmalbehörden zu melden.